# Diocesi di Lambiridi
La diocesi di Lambiridi (in latino: Dioecesis Lambiriditana) è una sede soppressa e sede titolare della Chiesa cattolica.

## Storia
Lambiridi, identificabile con Kherbet-Ouled-Arif nell'odierna Algeria, è un'antica sede episcopale della provincia romana di Numidia.
Sono documentati solo due vescovi di Lambiridi. Il donatista Crescentiliano prese parte alla conferenza di Cartagine del 411, che vide riuniti assieme i vescovi cattolici e donatisti dell'Africa romana. Gli atti riferiscono, secondo la testimonianza di Aurelio di Macomades, che il vescovo cattolico, di cui non è riportato il nome, era appena deceduto ed era già stata prevista l'elezione del successore.
Il nome di Bennato si trova al 19º posto nella lista dei vescovi della Numidia convocati a Cartagine dal re vandalo Unerico nel 484; Bennato, come tutti gli altri vescovi cattolici africani, fu condannato all'esilio.
Dal 1933 Lambiridi è annoverata tra le sedi vescovili titolari della Chiesa cattolica; dal 22 febbraio 2022 il vescovo titolare è Mario Luis Durán Berríos, vescovo ausiliare di La Paz.

## Cronotassi

### Vescovi residenti
- Crescentiliano † (menzionato nel 411) (vescovo donatista)

- Bennato † (menzionato nel 484)

### Vescovi titolari
- Miguel Ángel Lecumberri Erburu, O.C.D. † (3 maggio 1966 - 14 marzo 2007 deceduto)
- Wiesław Lechowicz (22 dicembre 2007 - 15 gennaio 2022 nominato ordinario militare in Polonia)
- Mario Luis Durán Berríos, dal 22 febbraio 2022